# 제13회 미국 작가 조합상
제13회 미국 작가 조합상은 1960년 뛰어난 활동을 보인 영화 작가를 기리기 위해 1961년 3월에 열린 시상식이다. Beverly Hilton Hotel에서 개최되었다.

## 수상 및 후보

### 각본상
- 벳티 콤든 수상
- 엘머 갠트리 - 리처드 브룩스 수상
- 아파트 열쇠를 빌려드립니다 - 빌리 와일더 수상

### 월계수상
- 조지 시톤 수상